# 石代八幡社
石代八幡社（こくだいはちまんしゃ）は、富山県高岡市戸出石代49番地にある神社である。

## 概要
- 1712年（正徳2年）5月と、1806年（文化3年）7月の持宮書上帳には石代村の村社であり、宮森村筑後の持分であると記載されている。
- 1944年（昭和19年）9月、境内に祭られていた末社神明社（祭神天照皇大神）を合祀し現在に至っている。
- 字が廃止される以前の地名は、字畑ヶ田島101番地である。